# Rejon urmarski
Rejon urmarski – położony w Republice Czuwaszji. Ośrodek administracyjny rejonu znajduje się w mieście Urmary, oddalonym od stolicy Republiki Czuwaszji Czeboksary o 77 km. Rejon został utworzony 5 września 1927 roku.

## Geografia
Rejon urmarski położony jest w północno-wschodniej części Republiki Czuwaszji. Na północy graniczy z Rejonem Kozłowskim, na północnym zachodzie z Rejoem Cywilskim, na zachodzie z Rejonem kanaskim, na południu z Rejonem jantikowskim, na wschodzie z Republiką Tatarstanu. Terytorium rejonu rozciąga się na długości 32 km z północy na południe i 33 km z zachodu na wschód. Powierzchnia rejonu wynosi 598,3 km².

## Zaludnienie
Pierwszego stycznia 2008 rejon urmarski liczył 28,8 tys. mieszkańców, w tym 6,2 tys. (21,5%) mieszkańców miast. W rejonie dominującym narodem są Czuwasze stanowiący 97% mieszkańców. Gęstość zaludnienia wynosi 49,9 osób/km².

## Klimat
Klimat rejonu ma charakter kontynentalny. Zimy są mróźne, a lata ciepłe i suche.Średnia temperatura stycznia wynosi -13 °C, natomiast średnia temperatura lipca wynosi 18,7 °C. Najniższa zanotowana temperatura wynosi -42 °C, a najwyższa 37 °C. Średnia suma rocznych opadów wynosi 400 mm.